# Vídeo Brinquedo
Vídeo Brinquedo (também conhecido como Toyland Video e Video Toys, anteriormente conhecido como Spot Films) é um estúdio de animação brasileiro, localizado em São Paulo, que produz filmes animados diretos em vídeo amplamente vistos como cópias de filmes de estúdios como Walt Disney Pictures, Pixar Animation Studios, Paramount Pictures, DreamWorks Animation, 20th Century Fox, Blue Sky Studios, Hasbro Studios, Sony Pictures Animation e Astley Baker Davies (Hasbro/Allspark). A empresa foi fundada em 1995 como distribuidora com o intuito de distribuir animações no Brasil, bem como em outros mercados globais.

## Contexto
Nos primeiros nove anos, a Vídeo Brinquedo distribuiu lançamentos de vídeos de animações como Sonic X e The Little Lulu Show no mercado brasileiro.
Uma das primeiras distribuições do estúdio foi uma animação CGI de temática religiosa cristã chamada Reino Submarino, que vendeu apenas algumas poucas cópias até o lançamento do filme da Pixar, Finding Nemo, de 2003. Reino Submarino e Finding Nemo tinham várias semelhanças, como a presença de um peixe-palhaço e uma história centrada na relação pai-filho. A partir do grande número de vendas que a empresa tinha com as animações, a Vídeo Brinquedo passou não apenas a ser uma distribuidora, mas também produtora de seus próprios desenhos animados.
As primeiras animações de Brinquedo eram tradicionais, de estilo 2D, baseadas em contos de fadas e clássicos como Pinóquio e Os Três Porquinhos, mas com roteiros que modernizavam os personagens. Mais tarde, eles expandiram para a animação em 3D, cujo primeiro título foi Os Carrinhos, baseado no filme de animação da Pixar, Cars, de 2006. Originalmente voltado para crianças de idade entre dois e três anos, vendeu mais de trezentas mil cópias em mais de doze países.
A ideia original da empresa era saltar sobre as tendências levantadas pelos principais estúdios e iniciar a produção de animação com dois a três anos de antecedência. Com a empresa tomando emprestadas ideias estabelecidas em Hollywood, o diretor da empresa, Mauricio Milani, afirmou: "Tentamos imaginar o que estará em evidência".
Originalmente lançado com uma trilha sonora em português brasileiro, muitos dos títulos da Vídeo Brinquedo foram coproduzidos com a Rexmore Company do Brasil, e distribuídos na América do Norte pela Branscome International e MorningStar Entertainment, com trilhas sonoras em inglês e espanhol.
Os filmes geralmente têm pouco mais de quarenta minutos, o mínimo necessário para que eles possam ser considerados como longa-metragem.
Em 2012, a Vídeo Brinquedo mudou o nome para "Crianças Inteligentes"
 e mudou a animação.

## Filmografia
| Ano  | Título                                  | Originais                                                                                           |
| ---- | --------------------------------------- | --------------------------------------------------------------------------------------------------- |
| 2005 | Animaizinhos: Rei da Selva              | O Rei Leão e Madagascar                                                                             |
| 2006 | Os Carrinhos: A Grande Corrida          | Carros                                                                                              |
| 2007 | Os Carrinhos 2: Aventuras Em Rodópolis  | Carros                                                                                              |
| 2007 | Os Carrinhos 3: Velozes e Curiosos      | Carros e Velozes e Furiosos                                                                         |
| 2007 | Ratatoing                               | Ratatouille                                                                                         |
| 2007 | Escola de Princesinhas                  | Filmes das Princesas da Disney                                                                      |
| 2007 | Gladiformers                            | Transformers                                                                                        |
| 2008 | Ursinho da Pesada                       | Kung Fu Panda                                                                                       |
| 2008 | Robozinhos                              | Robôs e WALL-E                                                                                      |
| 2008 | Gladiformers 2                          | Transformers                                                                                        |
| 2008 | Os Carrinhos 4: Novas Histórias Geniais | Carros                                                                                              |
| 2009 | Abelhinhas                              | Bee Movie: A História de Uma Abelha                                                                 |
| 2009 | Voando em Busca de Aventuras            | Up! Altas Aventuras                                                                                 |
| 2009 | Monstros e Monstrinhos                  | Monstros vs. Alienígenas                                                                            |
| 2009 | A Princesa e o Sapo (filme de 2009)     | A Princesa e o Sapo                                                                                 |
| 2016 | Chapeuzinho Vermelho e sua Turma        | Chapeuzinho Vermelho, Os Três Porquinhos, Cinderela, Branca de Neve e vários outros contos de fadas |

## Distribuição
Além de produzir seus próprios filmes de animação, a Vídeo Brinquedo também distribuiu em DVD produções estrangeiras como Sonic X, As Aventuras dos Irmãos Super Mario, Luluzinha, Batfink e vários filmes baseados em contos de fadas menos conhecidos feitos pela Video Treasures (atual Anchor Bay Entertainment) de domínio público. No entanto, uma das suas distribuições mais controversas é uma série em live-action estilo tokusatsu chamada Mega Powers!, que tem uma grande semelhança com a franquia Power Rangers e Super Sentai, mas não foi produzida pela própria Vídeo Brinquedo. A série é uma produção da Intervalo Produções.

## Controvérsias
Em sua resenha de Ratatoing, um crítico da ToonZone lamentou a qualidade da animação, chamando o filme como um todo "um desperdício insensato de matérias-primas" e "um desperdício de tempo, energia e esforço de todas as partes envolvidas". Marco Aurélio Canônico, da Folha de S.Paulo, que criticou a série Os Carrinhos como uma cópia do filme Carros, e Ratatoing como uma cópia de Ratatouille, discutiu se os processos da Pixar apareceriam. O Ministério da Cultura publicou o artigo de Marco Aurélio Canônico em seu site. A Virgin Media também afirmou: "Mesmo com os padrões da Vídeo Brinquedo, é uma imitação desavergonhada".
O departamento jurídico da Disney foi contatado por um repórter por meio de um porta-voz sobre um potencial processo judicial, mas Milani não comentou.

## Em outras mídias
- Duas das produções da Vídeo Brinquedo foram parodiadas em um episódio da segunda temporada de O Incrível Mundo de Gumball, intitulado "O Tesouro", no qual Gumball pega um DVD cujo título alude a Ursinho da Pesada e Ratatoing.